# Eriogonum fimbriatum
Eriogonum fimbriatum är en slideväxtart som beskrevs av W.J. Hess & J.L. Reveal. Eriogonum fimbriatum ingår i släktet Eriogonum och familjen slideväxter. Inga underarter finns listade i Catalogue of Life.